# 管狀硬頭魚
管狀硬頭魚(学名：Craterocephalus fistularis），為輻鰭魚綱銀漢魚目銀漢魚科的其中一種，分布於新幾內亞Kamakawaiar及Triton湖流域，體長可達10公分，為熱帶魚類，棲息在淺層水域，生活習性不明。